# Association des clubs de water-polo français
L'Association des clubs de water-polo français (ACWF) est un organisme regroupant les dirigeants de clubs des divisions élite, nationales 1 et 2 masculines et nationale 1 féminine du championnat de France de water-polo.

## Objectifs
Ses buts sont la promotion et la médiatisation de ce sport, notamment par un site internet d'information depuis fin 2008. En décembre 2008, l'ACWF signe avec Eurosport un contrat de diffusion sur le Web d'une dizaine de rencontres du championnat 2008-2009.
Un autre objectif est la coordination entre les clubs de l'élite et de national 1. Par exemple, c'est au sein de l'ACWF que les présidents des clubs se sont entendus sur le nombre de joueurs étrangers sélectionnables : quatre pour la saison 2008-2009 et trois en 2009-2010.

## Membres
Jusqu'en 2010, l'ACWF compte des membres dans les championnats élite et de nationale 1 masculines.
Le 27 janvier 2011, pendant le conflit arbitres-fédération, l'ACWF a pour membre les dix clubs de l'élite, huit des onze clubs du championnat masculin de nationale 1, six des sept clubs du championnat féminin de N1, ainsi que treize des vingt-quatre clubs de la nationale 2 masculine.